# Херсонский (Кочубеевский район)
Херсо́нский — хутор в Кочубеевском районе (муниципальном округе) Ставропольского края России.
До 16 марта 2020 года входил в состав сельского поселения Вревский сельсовет.

## География
Расстояние до краевого центра: 50 км.
Расстояние до районного центра: 23 км.

## История
На 1 марта 1966 года хутор Херсонский входил в состав территории Заветненского сельсовета с центром в селе Заветное:15.

## Население
| 1989 | 2002 | 2010 | 2014 |
| ---- | ---- | ---- | ---- |
| 225  | ↗239 | ↗243 | ↘200 |

По данным переписи 2002 года в национальной структуре населения преобладают русские (98 %).

## Культовые сооружения
За пределами населённого пункта расположено общественное кладбище площадью 3000 м².